# 高橋優子 (調教師)
高橋 優子（たかはし ゆうこ、1973年7月19日 - ）は、金沢競馬場に所属している調教師。金沢競馬場では初となる女性調教師である。父は新潟競馬、金沢競馬の調教師である高橋道雄、兄は中央競馬の調教助手。

## 来歴
新潟県出身。
1992年、4月から新潟県競馬組合の誘導馬員となる。
1997年、2月から父の高橋道雄厩舎所属の厩務員となる。2002年、新潟県競馬組合解散にともない、3月に父とともに金沢競馬場へ移籍する。
2007年、12月19日付で調教師免許を取得する。2008年、1月1日付で厩舎を開業した。

## 記録等
- 地方競馬（金沢）
  - 初出走、2008年3月23日[1]第2競走・新曲「輪島朝市」発売記念、ソルトバイオ・6着
  - 初勝利、2008年4月14日第8競走[1]、ジョウテンハンター[1]・のべ13戦目

## 主な管理馬
- ケージーアメリカン（2014年白銀争覇）